# E3 Prijs Harelbeke 1979
L'E3 Prijs Harelbeke 1979, ventiduesima edizione della corsa, si svolse il 24 marzo su un percorso di 226 km. Fu vinta dall'olandese Jan Raas della squadra Ti-Raleigh-Mc Gregor davanti ai belgi Frank Hoste e Michel Pollentier.

## Ordine d'arrivo (Top 10)
| Pos. | Corridore         | Squadra                 | Tempo    |
| ---- | ----------------- | ----------------------- | -------- |
| 1    | Jan Raas          | Ti-Raleigh-Mc Gregor    | 5h48'00" |
| 2    | Frank Hoste       | Marc Zeep Savon-Superia | a 2"     |
| 3    | Michel Pollentier | Splendor-Euro Soap      | s.t.     |
| 4    | Dietrich Thurau   | Ijsboerke-Warncke Eis   | a 1'57"  |
| 5    | Henk Lubberding   | Ti-Raleigh-Mc Gregor    | s.t.     |
| 6    | Marc Renier       | KAS                     | a 4'13"  |
| 7    | Jan Aling         | Marc Zeep Savon-Superia | s.t.     |
| 8    | Leo Van Thielen   | Safir-St.Louis-Ludo     | a 4'18"  |
| 9    | Eddy Cael         | Splendor-Euro Soap      | s.t.     |
| 10   | Dirk Baert        | Carlos-Galli-Castelli   | a 5'23"  |